# Hochschule Neubrandenburg
Die Hochschule Neubrandenburg ist eine der drei Fachhochschulen in staatlicher Trägerschaft und Dienstaufsicht des Wissenschaftsministeriums des Landes Mecklenburg-Vorpommern. Die im Westen der Stadt Neubrandenburg in unmittelbarer Nähe zum Tollensesee gelegene akademische Einrichtung wurde 1991 mit zwei Fachbereichen gegründet und nahm im Wintersemester 1991/1992 mit 161 Studierenden den Lehrbetrieb auf. Sie ist eine Campushochschule mit etwa 1.918 Studierenden in 37 Studiengängen (Sommersemester 2023).
Ungefähr ein Drittel der Studenten ist im Fach Soziale Arbeit eingeschrieben. Weitere bedeutende Fächer sind Agrarwirtschaft, Lebensmitteltechnologie, Gesundheitswissenschaften, Pflegewissenschaften, Geoinformatik sowie Naturschutz und Landnutzungsplanung.

## Geschichte und Entwicklung

### Pädagogische Hochschule Neubrandenburg 1989–1991
Durch Zusammenlegung mehrerer Einrichtungen der Lehrerbildung, unter anderem des 1955 in Templin gegründeten Instituts für Lehrerbildung (in den Gebäuden des ehemaligen Joachimsthalschen Gymnasiums), wurde Neubrandenburg kurz vor der politischen Wende Standort der letzten in der Deutschen Demokratischen Republik (DDR) errichteten Hochschule. Der Bezirk Neubrandenburg hatte als einziger in der DDR noch keine Hochschule. Am 1. September 1988 wurde die nach dem KPD-Politiker und Pädagogen Edwin Hoernle benannte „Pädagogische Hochschule Neubrandenburg“ gegründet und am 1. Oktober 1989 durch Volksbildungsministerin Margot Honecker eröffnet. Das Zentrum Bildende Kunst Neubrandenburg erhielt den Auftrag, eine „Konzeption zur bildkünstlerischen Gestaltung“ für die Hochschule zu entwerfen, nach der u. a. im Dezember 1989 eine große Mosaikwand errichtet wurde.
Sie hatte jedoch nach der Wiedervereinigung in der bestehenden Konzeption keinen Bestand. Die Lehrerausbildung wurde in die Universität Greifswald eingegliedert. Der letzte (zweite) Rektor Horst Hartmann wurde dort als Professor für Germanistik übernommen.

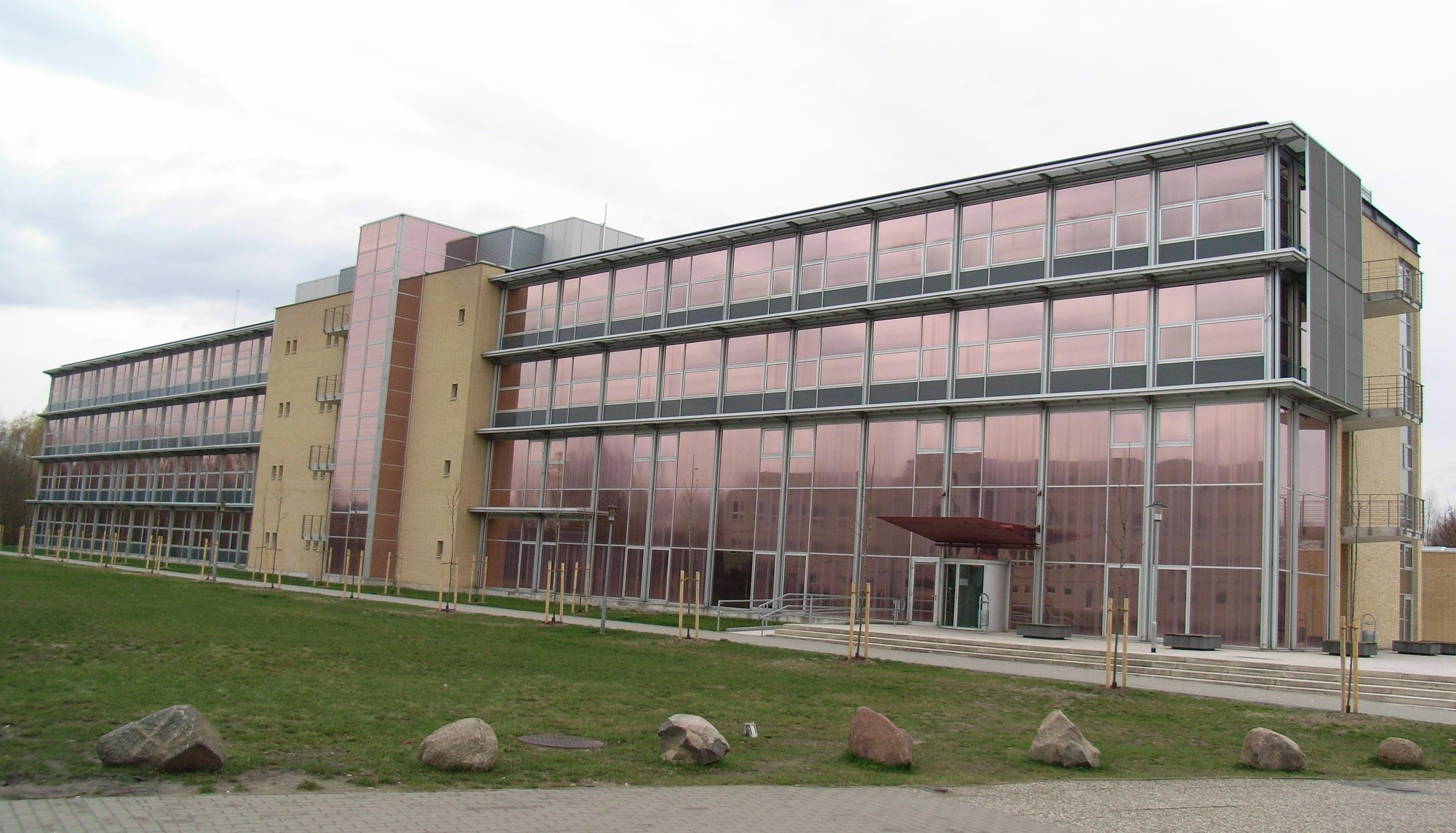
Das Haus 2 der Hochschule

### Gründung der Fachhochschule Neubrandenburg ab 1991
In den Liegenschaften der Pädagogischen Hochschule und mit einem großen Teil deren Stammpersonals wurde mit Wirkung zum 15. Oktober 1991 unter dem Namen „Fachhochschule Neubrandenburg“ mit zwei Fachbereichen die Hochschule Neubrandenburg neu gegründet. Als weitere Vorgängereinrichtung existierte die seit 1948 bestehende Ingenieurschule für Bauwesen im benachbarten Neustrelitz, die mit der Gründung der Fachhochschule Neubrandenburg eingestellt wurde. Den Traditionen der beiden Vorläufereinrichtungen entsprechend begann der Lehrbetrieb zum Wintersemester 1991/1992 mit 161 Studierenden in den Studiengängen Bauingenieurwesen und Sozialwesen. 1992 erfolgte mit der Einrichtung des Studiengangs Agrarwirtschaft die Gründung des Fachbereichs Agrarwirtschaft und Landschaftsarchitektur. Drei Jahre danach entstand mit dem Studiengang Lebensmitteltechnologie der Fachbereich Technologie. 1996 bekamen die ersten Absolventen ihre Abschlusszeugnisse. Im Jahr 1998 wurde das neugebaute Laborgebäude für den Fachbereich Bauingenieur- und Vermessungswesen eingeweiht, drei Jahre später das Laborgebäude für die Fachbereiche Agrarwirtschaft und Landschaftsarchitektur sowie Technologie. Ab dem Jahr 2000 begann in den einzelnen Fachbereichen die Umstellung der meisten Studiengänge auf die neuen Abschlüsse Bachelor und Master. Das Hauptgebäude und die Studentenwohnheime, die bereits um 1988/1989 und damit vor der Gründung der Hochschule gebaut wurden, sind in den Jahren von 2000 bis 2005 schrittweise saniert und modernisiert worden. 2003 wurde der Fachbereich Soziale Arbeit und Gesundheit aufgeteilt in die Fachbereiche Soziale Arbeit, Bildung und Erziehung und Gesundheit, Pflege, Management.

Das Haus 3 der Hochschule

### Hochschule Neubrandenburg ab 2005
Seit dem 1. September 2005 lautet der Name „Hochschule Neubrandenburg“ mit dem Zusatz „University of Applied Sciences“. Im Sommer 2006 wurden die Fachbereiche neu aufgeteilt. Der Studiengang Agrarwirtschaft aus dem bis dahin bestehenden Fachbereich Agrarwirtschaft und Landschaftsarchitektur wurde mit den bisherigen Studiengängen des Fachbereichs Technologie zum neuen Fachbereich Agrarwirtschaft und Lebensmittelwissenschaften zusammengelegt, der Studiengang Landschaftsarchitektur und Umweltplanung gehört nun zum neu geschaffenen Fachbereich Landschaftsarchitektur, Geoinformatik, Geodäsie und Bauingenieurwesen (gegenwärtig: Landschaftswissenschaften und Geomatik). Die Zahl der Fachbereiche verringerte sich damit von fünf auf vier. Zeitgleich wurde die Umstellung nahezu aller Studiengänge auf gestufte Abschlüsse nach dem Bachelor/Master-Modell abgeschlossen. Im Rahmen von Plänen der Landesregierung Mecklenburg-Vorpommern zur Reform des Hochschulwesens hat die Hochschule Neubrandenburg die Studiengänge Bauingenieurwesen, Bauinformatik und Bautechnik zum Wintersemester 2010/2011 an die Hochschule Wismar abgegeben. Eine Einschreibung für diese Studiengänge in Neubrandenburg war letztmals zum Wintersemester 2006/2007 möglich. Im Gegenzug hat der Fachbereich Gesundheit, Pflege, Management in Neubrandenburg den Studiengang Management Sozialer Dienstleistungen aus Wismar übernommen. Seit dem Wintersemester 2021/22 wird an der Hochschule Neubrandenburg ein kooperativer Bachelor-Studiengang Bauingenieurwesen angeboten. Die Kooperation findet zwischen der Hochschule Neubrandenburg und der Hochschule Wismar statt. Seit dem Sommersemester 2023 wird der Master-Studiengang Food Chain Environments angeboten.

## Fachbereiche und Studiengänge
An der Hochschule Neubrandenburg bestehen derzeit folgende Studiengänge:

### Fachbereich Agrarwirtschaft und Lebensmittelwissenschaften
- Agrarwirtschaft (Abschluss: Bachelor/Master)
- Agrarwirtschaft (Abschluss: Bachelor, dual)
- Nachhaltiges Landwirtschaftliches Produktionsmanagement (Abschluss: Master)
- Food Chain Environments (Abschluss: Master)
- Lebensmitteltechnologie (Abschluss: Bachelor/Master)
- Lebensmitteltechnologie (Abschluss: Bachelor, dual)
- Lebensmittel- und Bioprodukttechnologie (Abschluss: Master)
- Angewandte Betriebswirtschaftslehre (Abschluss: Bachelor, berufsbegleitend)
- Diätetik (Abschluss: Bachelor)

### Fachbereich Landschaftswissenschaften und Geomatik
- Geodäsie und Messtechnik (Abschluss: Bachelor)
- Geoinformatik (Abschluss: Bachelor)
- Geomatik (Abschluss: Master)
- Naturschutz und Landnutzungsplanung (Abschluss: Bachelor)
- Landnutzungsplanung (Abschluss: Master)
- Landschaftsarchitektur (Abschluss: Bachelor)
- Landscape Studies and Greenspace Management (Abschluss: Master)
- Digitalisierung und Sozialstrukturwandel (berufsbegleitend, Abschluss: Master)
- Bauingenieurwesen (Abschluss: Bachelor)
- Bauingenieurwesen (Abschluss: Bachelor, dual)

### Fachbereich Soziale Arbeit, Bildung und Erziehung
- Soziale Arbeit (Abschluss: Bachelor)
- Wissenschaft Soziale Arbeit (ehemals: Social Work, Abschluss: Master)
- Berufspädagogik für Soziale Arbeit, Sozialpädagogik und Kindheitspädagogik (Abschluss: Bachelor)
- Pädagogik der Kindheit (ehemals: Early Education – Bildung und Erziehung im Kindesalter, Abschluss: Bachelor)
- Early Education – Bildung und Erziehung im Kindesalter (berufsbegleitend: Abschluss: Bachelor)
- Beratung – Psychosoziale Beratung in den Handlungsfeldern Soziale Arbeit/Sozialpädagogik, Bildung und Erziehung (ehemals: Beratung, Abschluss: Master)
- Organisationsentwicklung und Inklusion (berufsbegleitend, Abschluss: Master)

### Fachbereich Gesundheit, Pflege, Management
- Pflegewissenschaft/Pflegemanagement (Abschluss: Bachelor)
- Pflegewissenschaft/Pflegemanagement (Abschluss: Bachelor, dual)
- Gesundheitswissenschaften (Abschluss: Bachelor/Master)
- Berufspädagogik für Gesundheitsfachberufe (Abschluss: Bachelor)
- Nursing – berufsanerkennendes Studium zur Pflegefachperson (Abschluss: Bachelor)
- Management und Versorgung in Gesundheit und Pflege (Abschluss: Bachelor)

## Forschung

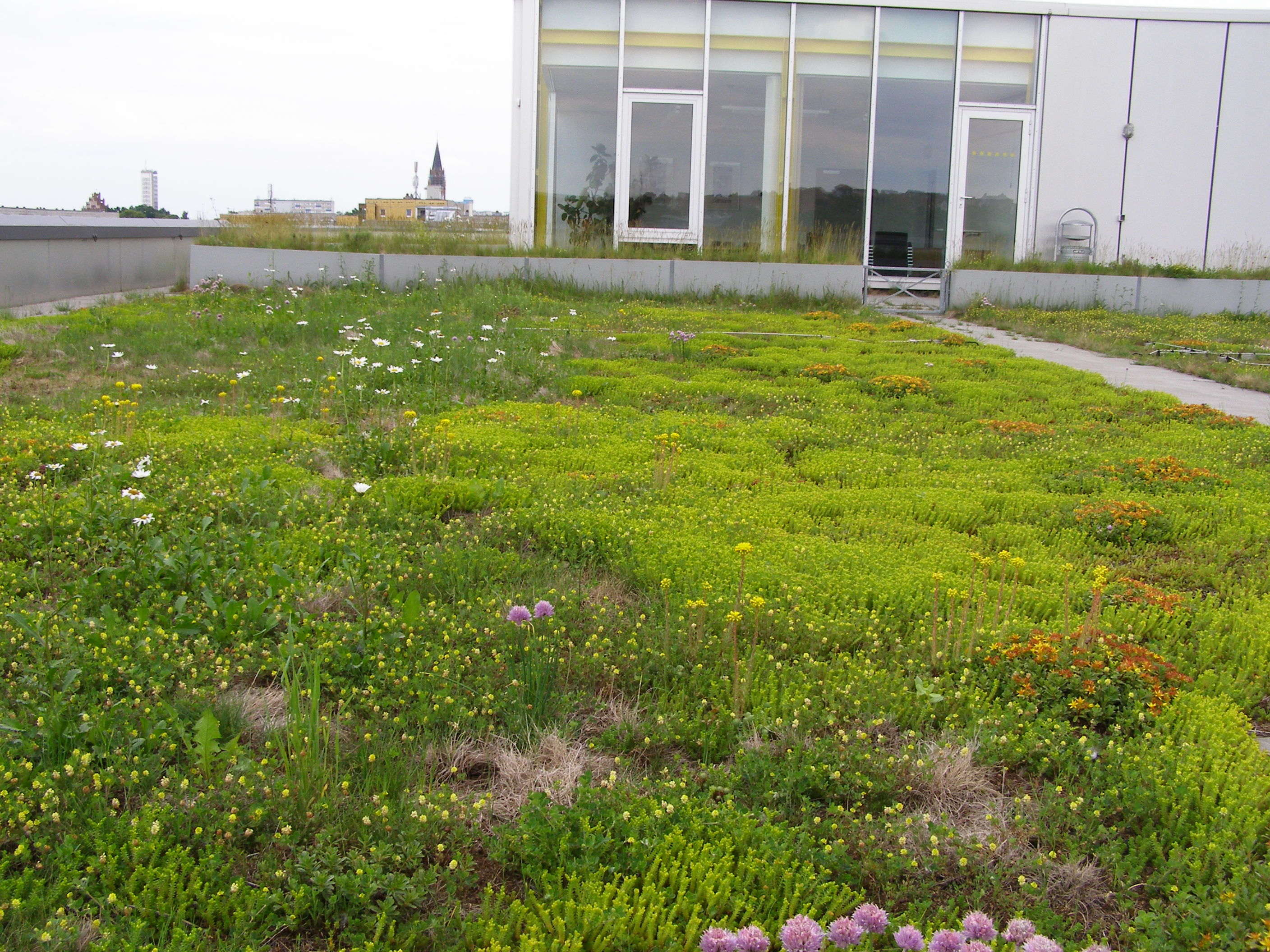
Forschungsflächen zur Dachbegrünung

Die Forschung an der Hochschule Neubrandenburg ist typisch für eine Fachhochschule eher praxisorientiert und auf den Bereich der angewandten Forschung und Entwicklung bezogen. Sie konzentriert sich dabei auf die folgenden, zum Teil fachbereichsübergreifenden Schwerpunkte:
- Neuartige Mess- und Analyseverfahren sowie Technologien
- Qualitätsentwicklung und Effektivierung durch moderne Information und Kommunikation
- Umweltgerechte Nutzung biogener und sekundärer mineralischer Rohstoffe und Erhaltung der natürlichen Ressourcen
- Prävention, Rehabilitation, Pflege, Gesundheit und Soziale Arbeit
- Großbetriebliche Agrarstrukturen ländlicher Räume
- Planungsansätze in der Landschaftsarchitektur
- Naturschutzplanungen
- ökologisches Bauen/Gebäudebegrünung
- Kulturlandschaftsplanung/Konzeptionen für Gutsanlagen
- Lebensmittel und Bioprodukte für die Zukunft

## Standort
Der Campus der Hochschule Neubrandenburg befindet sich westlich des Neubrandenburger Stadtzentrums und ist von dort aus fußläufig erreichbar. Zur Hochschule gehören ein Hauptgebäude mit Mensa, zwei Laborgebäude für die Fachrichtungen Agrarwirtschaft und Lebensmittelwissenschaften und Landschaftswissenschaften und Geomatik, die zum Beispiel ein Technikum für Versuche im Bereich der Lebensmitteltechnologie und ein Labor für die sensorische Untersuchung von Lebensmitteln enthalten. Im Hauptgebäude (Haus 1) sind neben den Seminarräumen unter anderem die Verwaltung, das Zentrum für Informations- und Medientechnologie (ZIMT) und das Sprachenzentrum (SPZ) untergebracht. Die Hochschulbibliothek (HSB) befindet sich übergangsweise gegenüber dem Haupteingang der Hochschule in angemieteten Räumen.

## Aninstitute und sonstige Einrichtungen
Zur Hochschule Neubrandenburg gehören folgende Aninstitute:
- Messen-Forschen-Prüfen Institut e. V. (MFP)
- Institut für Umweltgeschichte und Regionalentwicklung e. V. (IUGR/Umweltbibliothek)
- Institut für Weiterbildung an der Hochschule Neubrandenburg e. V. (IfW)
- Pflegewissenschaftliches Institut an der Hochschule Neubrandenburg e. V. (PIN)
- Institut für Gesundheitsforschung und Prävention (IGP)
- Institut für Bauwerkserhaltung e. V. (IBE)
- Frieda Nadig-Institut für Inklusion und Organisationsentwicklung (GbR)
- Gesellschaft für empirische Beratung mbH

Darüber hinaus bestehen folgende Einrichtungen und Vereine an der Hochschule oder sind mit ihr verbunden:
- Institut für Lebensmittelforschung und -wirtschaft
- Steinbeis-Transferzentrum „nD-Informatik“ (SU-2366) und „Kooperative Regionalentwicklung“ (SU-2275)
- Hochschulsportverein Neubrandenburg e. V.
- Förderverein der Hochschule Neubrandenburg e. V.
- Gesellschaft zur Förderung der Geodäsie an der Hochschule Neubrandenburg e. V.
- Kompetenzzentrum Lebensmitteltechnologie e. V. Neubrandenburg

In der Stadt Neubrandenburg existiert außerdem mit dem „Zentrum für Ernährung und Lebensmitteltechnologie“ (ZELT gGmbH) ein branchenspezifisches Technologie- und Gründerzentrum. Die Stadtvertretung der Stadt Neubrandenburg hat seit 1992 einen Hochschulausschuss.

## Bekannte Absolventen
- Marcel Gerds (* 1983), Steuerberater und Chefredakteur
- Hanka Mittelstädt (* 1987), Ministerin für Land- und Ernährungswirtschaft, Umwelt und Verbraucherschutz des Landes Brandenburg